# Agriades glandon
Agriades glandon är en fjärilsart som beskrevs av Leonardo De Prunner 1798. Agriades glandon ingår i släktet Agriades och familjen juvelvingar. Inga underarter finns listade i Catalogue of Life.

## Bildgalleri

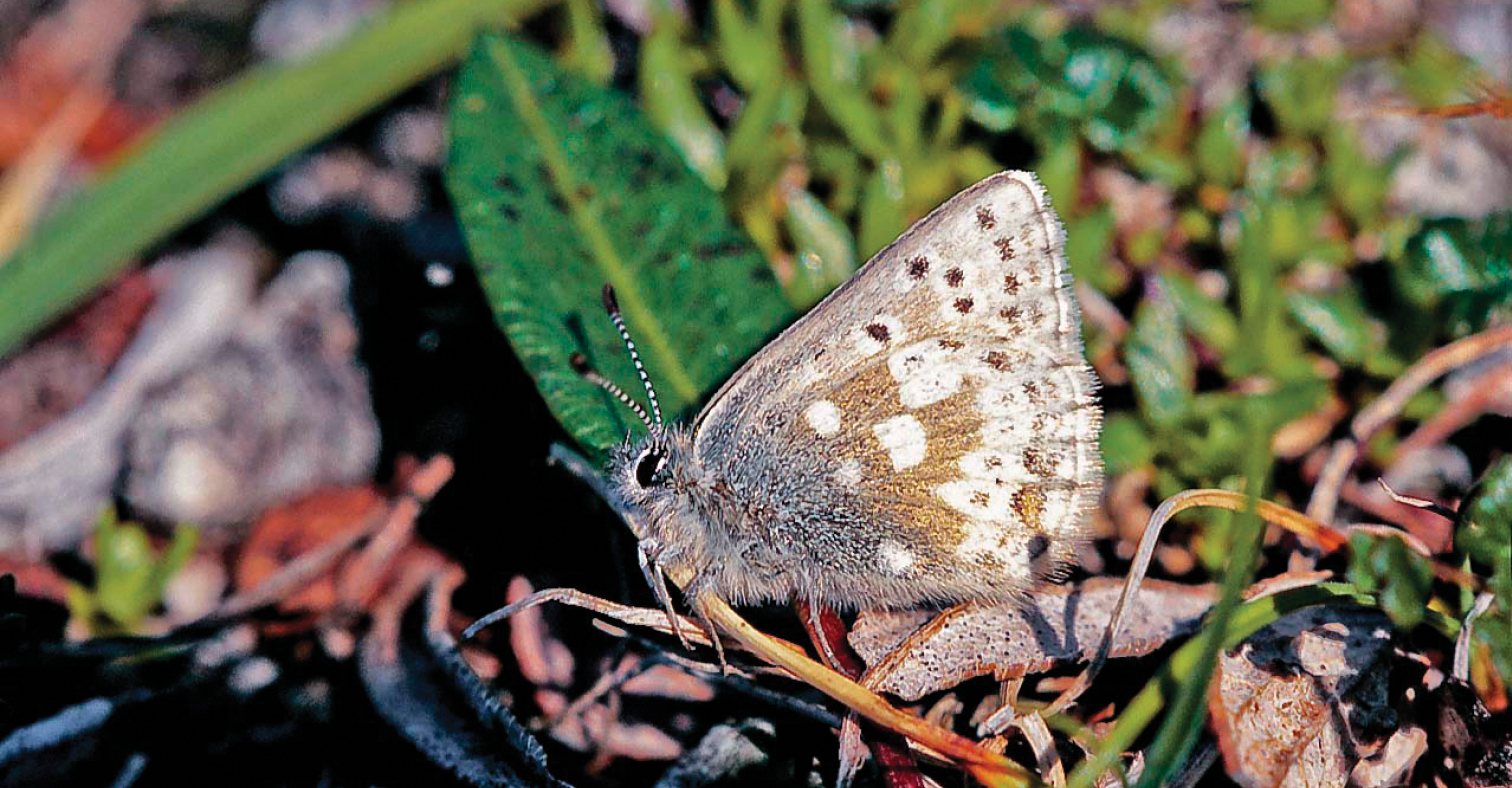